# Shy Smith
Shy Smith (* 2000) ist eine kanadische TikTokerin aus Quebec.

## Leben
Shy Smith wurde 2000 geboren und begann in den 2020ern ihre Karriere auf TikTok. Sie begann mit Lip-Sync-Videos und beteiligte sich an der Euphoria-Challenge, die auf der gleichnamigen Serie basiert. Sie wurde vor allem bekannt durch ihren Modestil, der geprägt ist von der Mode der 2000er Jahre, unter anderem Truckermützen, Low-Rise-Jeans und Juicy Couture. Außerdem erstellte sie gefälschte Paparazzi-Fotos von sich und editierte sich auf die Titelseite von Modezeitschriften. Innerhalb von kurzer Zeit fand sie so etwa 42.000 Followers und wurde von Vogue gefeaturet.
2021 veröffentlichte sie ihren ersten eigenen Song Soaked, der zunächst unter dem Radar blieb, doch im Februar 2024 auf TikTok trendete und unter anderem in Deutschland, Österreich und im Vereinigten Königreich in den Charts landete. Der Track wurde von BeatBusta produziert und dient als Ermutigung. Das Lied behandelt Themen wie Selbstdarstellung und das Ausleben der eigenen Wünsche.

## Diskografie
Singles
- 2020: Soaked
- 2024: Facetime
- 2025: Fan Service

## Auszeichnungen für Musikverkäufe
| Goldene Schallplatte - Polen - 2024: für die Single Soaked |

| Land/RegionAuszeichnungen für Musikverkäufe (Land/Region, Auszeichnungen, Verkäufe, Quellen) | Gold  | Platin | Verkäufe | Quellen |
| -------------------------------------------------------------------------------------------- | ----- | ------ | -------- | ------- |
| Polen (ZPAV)                                                                                 | Gold1 | —      | 25.000   | olis.pl |
| Insgesamt                                                                                    | Gold1 | —      |          |         |